# ロバート・ミルソム
ロバート・スティーヴン・ミルソム（Robert Steven Milsom, 1987年1月2日 - ）は、イングランド・サリー州レドヒル出身のサッカー選手。サットン・ユナイテッドFC所属。ポジションはMF。

## 経歴
フラムFCの下部組織出身。期限付き移籍を繰り返し、同クラブのトップチームではリーグ戦1試合の出場に留まった。
2014-15シーズン限りでチャンピオンシップのロザラム・ユナイテッドFCを退団し、2015年6月16日にフットボールリーグ2のノッツ・カウンティFCと2年契約を交わした。
2018年8月13日、クローリー・タウンFCと短期契約を結ぶが、すぐにノッツ・カウンティFCに戻った。
2019年8月1日、サットン・ユナイテッドFCに移籍した。
2023-24シーズン終了後の降格を受けて、クラブは契約満了に伴いミルソムが退団することを発表した。